# Нежин (футбольный клуб)
«Нежин» (укр. ФК «Ні́жин») — украинский футбольный клуб из Нежина, Черниговская область. Основан в 1998 году под названием «Нежин», на базе клуба «Кристалл». В настоящее время прекратил существование из-за финансовых проблем.

## История
Футбольный клуб «Нежин» основан в 1998 году на базе футбольного товарищества «Кристалл». «Нежин» пятикратный чемпион черниговской области и шестикратный обладатель кубка Черниговской области. В 1999 году «Нежин» дебютировал в любительском чемпионате, команда заняла 3 место в своей группе. В следующем сезоне 2000/2001 «Нижин» занял 1 место в своей группе и 2 место в финальной группе. В 2006 году и 2007 году команда играла в любительском кубке. В настоящее время команда прекратила существование.
Из-за финансовых проблем клуб не смогла заявиться во Вторую лигу.

## Прежние названия
- ?—1998: «Кристалл» Нежин (укр. «Кристал» Ніжин)
- 1998 - 2010: «Нежин» (укр. «Ніжин»)

## Достижения
- Серебряный призёр любительского чемпионата Украины (1): 2000

## Известные игроки
- Гоча Гогохия
- Владислав Завгородний
- Игорь Шолин